# Coupe du monde d'escrime 2019-2020
Navigation
Édition précédente Édition suivante
La coupe du monde d'escrime 2019-2020 est la 49e édition de la coupe du monde d'escrime, compétition d'escrime organisée annuellement par la Fédération internationale d'escrime. Elle débute le 1er septembre 2019 pour les tournois satellite et le 1er novembre 2019 pour le grand circuit et s'achèvera en août 2020 au terme des Jeux olympiques. Le calendrier officiel comporte huit compétitions (cinq tournois de catégorie A et trois Grands Prix) par arme, en plus des championnats de zone et des Jeux.
Comme bon nombre de saisons sportives, cette saison fut stoppée brutalement en début d'année et ne pût aller à son terme, les Jeux olympiques étant repoussés en 2021, et les championnats continentaux et une partie des épreuves de Grand Prix et de Coupe du monde annulés purement et simplement. Malgré ces annulations, six tireurs et six équipes nationales sont déclarées vainqueurs des coupes du monde individuelles et par équipes.

## Distribution des points

### Individuel
Les compétitions du calendrier se divisent en cinq catégories. Toutes rapportent des points comptant pour la coupe du monde selon un coefficient préétabli : coefficient 1 pour les épreuves de coupe du monde et championnats de zone, coefficient 1,5 pour les grands prix et coefficient 3 pour les Jeux olympiques. Les tournois satellite, destinés à familiariser de jeunes tireurs avec les compétitions internationales, rapportent peu de points.
Le barème complet est le suivant. Pour calculer le classement d'un escrimeur, seuls comptent les cinq meilleurs totaux de points obtenus au cours des huit épreuves de coupe du monde et Grand Prix, ainsi que les championnats de zone et Jeux olympiques.
| Rang                                     | 1er | 2e | 3e | 5e à 8e | 9e à 16e | 17e à 32e | 33e à 64e | 65e à 96e | 97e à 128e | 129e à 256e |
| ---------------------------------------- | --- | -- | -- | ------- | -------- | --------- | --------- | --------- | ---------- | ----------- |
| Grand Prix                               | 48  | 39 | 30 | 21      | 12       | 6         | 3         | 1,5       | 0,75       | 0,375       |
| Championnats continentaux Coupe du monde | 32  | 26 | 20 | 14      | 8        | 4         | 2         | 1         | 0,5        | 0,25        |
| Satellite                                | 4   | 3  | 2  | 1       | 0        | 0         | 0         | 0         | 0          | 0           |

### Par équipes
Le partage des points est le même pour toutes les compétitions par équipes, sauf pour les Jeux olympiques qui rapportent le double.
Pour calculer le classement d'une équipe, seuls comptent les quatre meilleurs résultats des cinq épreuves de coupe du monde et les résultats des championnats de zone et du monde.
| Rang                                     | 1er | 2e | 3e | 4e | 5e | 6e | 7e | 8e | 9e | 10e | 11e | 12e | 13e | 14e | 15e | 16e | 17e à 32e |
| ---------------------------------------- | --- | -- | -- | -- | -- | -- | -- | -- | -- | --- | --- | --- | --- | --- | --- | --- | --------- |
| Championnats continentaux Coupe du monde | 64  | 52 | 40 | 36 | 32 | 30 | 28 | 26 | 25 | 24  | 23  | 22  | 21  | 20  | 19  | 18  | 8         |

## Faits notoires

### Modifications du calendrier
Quelques changements mineurs ont lieu au calendrier. La ville d'Alger, qui avait organisé deux tournois de coupe du monde la saison précédente, disparaît du calendrier. Au sabre masculin, Le Caire récupère la place, mais perd son statut de Grand Prix, qui échoit désormais à la ville de Montréal. La cité québécoise organise son premier tournoi de coupe du monde depuis 2010. Au fleuret féminin, c'est la ville russe de Kazan qui récupère la place laissée vacante par la capitale algérienne. Conséquence de l'épidémie de coronavirus en Chine, la Coupe du monde d'épée dames de Chengdu et le Grand Prix de fleuret de Shanghai sont déplacés respectivement à Tachkent et Dubaï, puis le Trophée Luxardo de Padoue est à son tour annulé et reprogrammé à Luxembourg, quelques jours avant sa tenue programmée. C'est ensuite au tour du Grand Prix de fleuret d'Anaheim d'être annulé la veille de son déroulement. Enfin, les coupes du monde d'épée dames et de sabre messieurs à Budapest, d'épée messieurs de Buenos Aires et de sabre dames à Sint-Niklaas sont reportées, la FIE décidant de suspendre les compétitions pour une durée de 30 jours.
En cette année olympique, les dates ont également été modifiées pour certaines épreuves. Jusqu'à cinq épreuves sont organisées le même weekend, par contraste avec des périodes de plusieurs semaines sans compétition. Les championnats asiatiques et africains ont été avancés au mois d'avril, juste après la fin de la période de qualification olympique.

### Réduction des points des championnats de zone
À partir de cette saison, le coefficient des quatre championnats de zone passe de 1,5 à 1 pour les épreuves individuelles. Cela signifie que les points alloués au classement mondial de la FIE par ces championnats diminue d'un tiers (32 points pour le vainqueur contre 48 auparavant, 26 au lieu de 39 pour le second, etc). C'est une diminution de la part des championnats continentaux souhaitée essentiellement par les européens, car ils valorisent les championnats d'un niveau moins homogène au détriment des plus compétitifs, les championnats d'Europe.

## Déroulement de la saison

### Un an de plus pour Kim Jung-hwan
Le sabreur Sud-Coréen Kim Jung-hwan, 36 ans, qui avait annoncé début 2019 sa retraite avant de participer et de remporter une médaille de bronze au Grand Prix de Séoul, s'est finalement laissé convaincre par sa fédération de reprendre du service en cette année olympique. Le 10 septembre 2019, la fédération coréenne l'annonce en effet dans la sélection nationale. Lors des deux premières épreuves de la saison, le champion du monde de 2018 réalise des performances solides, obtenant le bronze au Caire et un quart de finale au Grand Prix de Montréal, les deux fois vaincu par les deux vainqueurs du tournoi, les Français Vincent Anstett et Boladé Apithy mais obtenant aussi un succès contre le no 2 mondial Eli Dershwitz, finaliste des mondiaux 2018.

### Cas de non-combativité à Heidenheim
Au cours de la Coupe d'Heidenheim, les arbitres ont eu l'occasion d'appliquer à fond le nouveau règlement contre la non-combativité. En individuel, un match du premier tour de tableau préliminaire voit s'affronter le Hongrois András Rédli et le Sud-Coréen An Sung-ho. Le combat dure 4 minutes précises, où ni l'un ni l'autre ne touchent leur adversaire. Étant à égalité, ils se voient sanctionnés tous deux d'un carton jaune dit «P» après la première minute, puis de deux cartons rouges, et donc d'une touche de pénalité, après la deuxième et la troisième minute. Alors que commence la seconde période, les deux tireurs ne montrent pas davantage de velléités offensives et, après une nouvelle minute sans touche, le «combat» est interrompu pour la dernière fois par l'arbitre qui applique l'ultime point de règlement en adressant aux deux tireurs un carton noir «P» et disqualifiant le tireur le moins bien classé au classement mondial, le Coréen An. Ce dernier aurait mal interprété le règlement, pensant se qualifier au bénéfice de son meilleur classement obtenu après la phase de poule. Rédli se qualifie ainsi pour le deuxième tour préliminaire sans marquer de touche. Finalement qualifié pour le tableau principal avec le 64e meilleur classement, il y affronte la tête de série no 1 Sergey Bida et est éliminé au premier tour.
Dans l'épreuve par équipes, la Suisse et l'Italie, deux formations dont les confrontations ont parfois donné des rencontres tronquées par des cas de non-combativité, comme lors du quart de finale des championnats du monde d'escrime 2017, se disputent la médaille de bronze. Dès le premier relais, les deux équipes montrent leur intention de disputer le match sur un terrain tactique. Michele Niggeler et le jeune Davide Di Veroli ne prennent aucun risque et sont sanctionnés d'un carton jaune «P» et de deux rouges «P» chacun, sanctions appliquées non en leur nom propre mais à leur équipe tout entière. Ils se séparent donc sur le score de 2-2. Le relais suivant, où figurent les deux pièces maîtresses des deux équipes, Max Heinzer et Andrea Santarelli se déroule normalement. La Suisse ouvre un avantage d'une touche (9-8), qui sera porté à deux touches lors du troisième relais entre Benjamin Steffen et Enrico Garozzo, avant que l'Italien ne parvienne à égaliser. De retour à un score de parité, tous deux laissent passer une minute sans marquer et sont donc, pour la quatrième fois, sanctionnés par l'arbitre et exclus du match à 10-10. Conformément au règlement, les remplaçants Lucas Malcotti et Gabriele Cimini reprennent le match au moment de l'interruption, la pression de devoir attaquer pesant désormais sur l'équipe la moins bien classée, l'équipe d'Italie. Les Italiens ont ensuite pris l'avantage, forçant les Suisses à attaquer sous peine de perdre la rencontre en cas de minute sans touche. Mais les Helvètes, menés par un excellent Heinzer, parviennent à renverser la situation et s'imposent finalement (45-36).
Pour nuancer, l'épreuve individuelle et l'épreuve par équipes ont mis en valeur des escrimeurs au profil très offensif, la finale consacrant le jeune champion du monde Gergely Siklósi contre Park Sang-young, et la finale du par équipes l'équipe de Hongrie menée par Siklósi contre l'équipe de France menée par Yannick Borel.

### Suspension et arrêt de la saison
La Coupe du monde se termine officieusement le 8 mars après les annulations en cascade, d'abord du Grand Prix d'Anaheim, où les escrimeurs et escrimeuses italiennes n'auraient pu se rendre en raison de restrictions frontalières, puis des épreuves suivantes. Le retard accumulé dans le calendrier et le report à une date inconnue des quatre derniers mois de la saison, ainsi que l'impréparation des tireurs due à une période de confinement, conduisent finalement la FIE à abandonner le reste de la saison ainsi que la pré-saison (les épreuves satellite) de la Coupe du monde 2020-2021. Celle-ci devrait ainsi débuter en novembre 2020. 
Bien que moins de la moitié seulement des épreuves aient été disputées, la FIE décide de désigner vainqueurs les escrimeurs et les équipes nationales en tête de leurs classements respectifs à la date du 8 mars 2020 vainqueurs de la Coupe du monde.

### Changements de numéros 1 mondiaux
Épée messieurs : 
|             | 2019   | • Berne    | • Heidenheim | • GP Doha | • Vancouver | • GP Budapest | • ?? | • ?? | • ?? | • Ch. de Zone | • JO |
| Individuel  | Minobe | Santarelli | Bida         | Bida      | Bida        | Bida          |      |      |      |               |      |
| Par équipes | Russie | France     | France       | France    | France      | France        |      |      |      |               |      |

Épée dames : 
|             | 2019   | • Tallinn | • La Havane | • GP Doha | • Barcelone | • GP Budapest | • ?? | • ?? | • ?? | • Ch. de Zone | • JO |
| Individuel  | Kong   | Lin       | Popescu     | Popescu   | Popescu     | Popescu       |      |      |      |               |      |
| Par équipes | Russie | Pologne   | Pologne     | Pologne   | Chine       | Chine         |      |      |      |               |      |

Fleuret messieurs : 
|             | 2019       | • Bonn     | • Tokyo    | • Paris    | • GP Turin | • Le Caire | • ??       | • ?? | • ?? | • Ch. de Zone | • JO |
| Individuel  | Foconi     | Foconi     | Foconi     | Foconi     | Foconi     | Foconi     |            |      |      |               |      |
| Par équipes | États-Unis | États-Unis | États-Unis | États-Unis | États-Unis | États-Unis | États-Unis |      |      |               |      |

Fleuret dames : 
|             | 2019        | • Le Caire  | • St-Maur   | • Katowice  | • GP Turin  | • Kazan     | • ??   | • ?? | • ?? | • Ch. de Zone | • JO |
| Individuel  | Deriglazova | Deriglazova | Deriglazova | Deriglazova | Deriglazova | Deriglazova |        |      |      |               |      |
| Par équipes | Russie      | Russie      | Russie      | Russie      | Russie      | Russie      | Russie |      |      |               |      |

Sabre messieurs : 
|             | 2019         | • Le Caire   | • GP Montréal | • Varsovie   | • Luxembourg | • ?? | • ?? | • ?? | • ?? | • ?? | • JO |
| Individuel  | Oh           | Oh           | Oh            | Oh           | Oh           |      |      |      |      |      |      |
| Par équipes | Corée du Sud | Corée du Sud | Corée du Sud  | Corée du Sud | Corée du Sud |      |      |      |      |      |      |

Sabre dames : 
|             | 2019    | • Orléans | • Salt Lake | • GP Montréal | • Athènes | • ?? | • ?? | • ?? | • ?? | • Ch. de Zone | • JO |
| Individuel  | Kharlan | Kharlan   | Kharlan     | Kharlan       | Kharlan   |      |      |      |      |               |      |
| Par équipes | France  | Russie    | Russie      | Russie        | Russie    |      |      |      |      |               |      |

### Première victoire en carrière
- Ihor Reizlin (Ukraine), 34 ans, vainqueur du Grand Prix de Berne, battant Péter Somfai, Yannick Borel, Alexandre Bardenet et Vadim Anokhin en finale.
- Gergely Siklósi (Hongrie), 22 ans, vainqueur de la Coupe d'Heidenheim, battant Sergey Bida et Park Sang-young en finale.
- Nick Itkin (États-Unis), 20 ans, vainqueur du Challenge international de Paris, battant Jérémy Cadot, André Sanità, Cheung Ka Long, Alexander Choupenitch, Enzo Lefort et Daniele Garozzo en finale.
- Aleksandra Zamachowska (Pologne), 24 ans, vainqueur du tournoi de La Havane, battant Alexandra Ndolo, Coraline Vitalis, Renata Knapik-Miazga et Ana Maria Popescu en finale.
- Katrina Lehis (Estonie), 25 ans, vainqueur du tournoi de Barcelone, battant Ana Maria Popescu, Mara Navarria, Tatyana Gudkova et Alexandra Louis-Marie en finale.
- Carlos Llavador (Espagne), 27 ans, vainqueur du tournoi du Caire, battant Race Imboden, Dmitry Zherebchenko, Toshiya Saitō, Alexander Massialas et Andrea Cassarà en finale.
- Alexandra Louis-Marie (France), 24 ans, vainqueur du Grand Prix de Budapest, battant Tatiana Gudkova, Irina Embrich et Song Se-ra en finale.
- Masaru Yamada (Japon), 25 ans, vainqueur du Grand Prix de Budapest, battant Elmir Alimzhanov, Ihor Reizlin et Yannick Borel en finale.

## Calendrier

### Messieurs
| Légende | Abrégé | Catégorie           |
|         | ChZ    | Championnat de zone |
|         | GP     | Grand Prix          |
|         | CoM    | Coupe du monde      |
|         | Sat.   | Tournoi satellite   |

#### Circuit principal
| Date       | Nom et lieu du tournoi                      | Cat. | Arme    | Type    | Vainqueur                                                                     | Finaliste                                                                                | Troisièmes                                                                           | T                 |
| ---------- | ------------------------------------------- | ---- | ------- | ------- | ----------------------------------------------------------------------------- | ---------------------------------------------------------------------------------------- | ------------------------------------------------------------------------------------ | ----------------- |
| 08/11/2019 | Lion de Bonn, Bonn                          | CoM  | Fleuret | Indiv.  | Julien Mertine                                                                | Gerek Meinhardt                                                                          | Andrea Cassarà Alessio Foconi                                                        | [ 5 ]             |
| 08/11/2019 | Lion de Bonn, Bonn                          | CoM  | Fleuret | Par éq. | États-Unis- Race Imboden - Nick Itkin - Alexander Massialas - Gerek Meinhardt | Corée du Sud- Heo Jun - Kwon Young-ho - Lee Sang-hyun - Son Young-ki                     | Russie- Kirill Borodachev - Aleksey Cheremisinov - Timur Safin - Dmitry Zherebchenko | [ 6 ]             |
| 15/11/2019 | Coupe du monde, Le Caire                    | CoM  | Sabre   | Indiv.  | Vincent Anstett                                                               | Luigi Samele                                                                             | Farès Ferjani Kim Jung-hwan                                                          | [ 7 ]             |
| 15/11/2019 | Coupe du monde, Le Caire                    | CoM  | Sabre   | Par éq. | Corée du Sud- Gu Bon-gil - Kim Jung-hwan - Kim Jun-ho - Oh Sang-uk            | Hongrie- Tamás Decsi - Csanád Gémesi - Nicolas Iliász - András Szatmári                  | Italie- Enrico Berrè - Luca Curatoli - Aldo Montano - Luigi Samele                   | [ 8 ]             |
| 22/11/2019 | Grand Prix de Berne, Berne                  | CoM  | Épée    | Indiv.  | Ihor Reizlin                                                                  | Vadim Anokhin                                                                            | Alexandre Bardenet Roman Svichkar                                                    | [ 9 ]             |
| 22/11/2019 | Grand Prix de Berne, Berne                  | CoM  | Épée    | Par éq. | France- Alexandre Bardenet - Yannick Borel - Romain Cannone - Ronan Gustin    | Italie- Davide Di Veroli - Marco Fichera - Enrico Garozzo - Andrea Santarelli            | Ukraine- Anatoliy Herey - Bohdan Nikishyn - Ihor Reizlin - Roman Svichkar            | [ 10 ]            |
| 13/12/2019 | Coupe du Prince Takamado, Tokyo             | CoM  | Fleuret | Indiv.  | Alessio Foconi                                                                | Maxime Pauty                                                                             | Aleksey Cheremisinov Daniele Garozzo                                                 | [ 11 ]            |
| 13/12/2019 | Coupe du Prince Takamado, Tokyo             | CoM  | Fleuret | Par éq. | France- Enzo Lefort - Erwann Le Péchoux - Julien Mertine - Maxime Pauty       | États-Unis- Race Imboden - Nick Itkin - Alexander Massialas - Gerek Meinhardt            | Italie- Giorgio Avola - Andrea Cassarà - Alessio Foconi - Daniele Garozzo            | [ 12 ]            |
| 09/01/2020 | Coupe d'Heidenheim, Heidenheim an der Brenz | CoM  | Épée    | Indiv.  | Gergely Siklósi                                                               | Park Sang-young                                                                          | Sergey Bida Radosław Zawrotniak                                                      | [ 13 ]            |
| 09/01/2020 | Coupe d'Heidenheim, Heidenheim an der Brenz | CoM  | Épée    | Par éq. | Hongrie- Tibor Andrásfi - Daniel Berta - András Rédli - Gergely Siklósi       | France- Alexandre Bardenet - Yannick Borel - Romain Cannone - Ronan Gustin               | Suisse- Max Heinzer - Lucas Malcotti - Michele Niggeler - Benjamin Steffen           | [ 14 ]            |
| 10/01/2020 | Grand Prix, Montréal                        | GP   | Sabre   | Indiv.  | Boladé Apithy                                                                 | Luca Curatoli                                                                            | Sandro Bazadze Luigi Samele                                                          | [ 15 ]            |
| 10/01/2020 | Challenge international de Paris, Paris     | CoM  | Fleuret | Indiv.  | Nick Itkin                                                                    | Daniele Garozzo                                                                          | Aleksey Cheremisinov Enzo Lefort                                                     | [ 16 ]            |
| 10/01/2020 | Challenge international de Paris, Paris     | CoM  | Fleuret | Par éq. | États-Unis- Race Imboden - Nick Itkin - Alexander Massialas - Gerek Meinhardt | Italie- Giorgio Avola - Andrea Cassarà - Alessio Foconi - Daniele Garozzo                | France- Jérémy Cadot - Enzo Lefort - Erwann Le Péchoux - Julien Mertine              | [ 17 ]            |
| 24/01/2020 | Grand Prix du Qatar, Doha                   | GP   | Épée    | Indiv.  | Sergey Bida                                                                   | Alexandre Bardenet                                                                       | Andrea Santarelli Masaru Yamada                                                      | [ 18 ]            |
| 07/02/2020 | Trophée INALPI, Turin                       | GP   | Fleuret | Indiv.  | Gerek Meinhardt                                                               | Alexander Massialas                                                                      | Race Imboden Wallerand Roger                                                         | [ 19 ]            |
| 07/02/2020 | Coupe du monde, Vancouver                   | CoM  | Épée    | Indiv.  | Bas Verwijlen                                                                 | Sergey Bida                                                                              | Rubén Limardo Bohdan Nikishyn                                                        | [ 20 ]            |
| 07/02/2020 | Coupe du monde, Vancouver                   | CoM  | Épée    | Par éq. | Corée du Sud- An Sung-ho - Kwon Jae-seon - Park Sang-young - Song Jae-ho      | Italie- Gabriele Cimini - Davide Di Veroli - Enrico Garozzo - Andrea Santarelli          | Japon- Koki Kanō - Kazuyasu Minobe - Satoru Uyama - Masaru Yamada                    | [ 21 ]            |
| 21/02/2020 | Challenge des Pharaons, Le Caire            | CoM  | Fleuret | Indiv.  | Carlos Llavador                                                               | Andrea Cassarà                                                                           | Alessio Foconi Alexander Massialas                                                   | [ 22 ]            |
| 21/02/2020 | Challenge des Pharaons, Le Caire            | CoM  | Fleuret | Par éq. | États-Unis- Race Imboden - Nick Itkin - Alexander Massialas - Gerek Meinhardt | Russie- Anton Borodachev - Kirill Borodachev - Aleksey Cheremisinov - Vladislav Mylnikov | Hong Kong- Cheung Ka Long - Cheung Siu Lun - Choi Chun Yin - Ng Lok Wang             | [ 23 ]            |
| 21/02/2020 | Sabre de Wołodyjowski, Varsovie             | CoM  | Sabre   | Indiv.  | Áron Szilágyi                                                                 | Eli Dershwitz                                                                            | Luca Curatoli Oh Sang-uk                                                             | [ 24 ]            |
| 21/02/2020 | Sabre de Wołodyjowski, Varsovie             | CoM  | Sabre   | Par éq. | France- Vincent Anstett - Boladé Apithy - Maxence Lambert - Tom Seitz         | Corée du Sud- Gu Bon-gil - Ha Han-sol - Kim Jung-hwan - Oh Sang-uk                       | Allemagne- Max Hartung - Richard Hübers - Matyas Szabo - Benedikt Wagner             | [ 25 ]            |
| 06/03/2020 | Grand Prix WESTEND, Budapest                | GP   | Épée    | Indiv.  | Masaru Yamada                                                                 | Yannick Borel                                                                            | Ihor Reizlin Vadim Sharlaimov                                                        | [ 26 ]            |
| 06/03/2020 | Coupe du monde, Luxembourg                  | CoM  | Sabre   | Indiv.  | Áron Szilágyi                                                                 | Gu Bon-gil                                                                               | Oh Sang-uk Veniamin Reshetnikov                                                      | [ 27 ]            |
| 06/03/2020 | Coupe du monde, Luxembourg                  | CoM  | Sabre   | Par éq. | Corée du Sud- Gu Bon-gil - Kim Jung-hwan - Kim Jun-ho - Oh Sang-uk            | Italie- Enrico Berrè - Luca Curatoli - Aldo Montano - Luigi Samele                       | Allemagne- Max Hartung - Richard Hübers - Björn Hübner-Fehrer - Matyas Szabo         | [ 28 ]            |
| ??/??/2020 | Grand Prix, Lieu à déterminer               | GP   | Fleuret | Indiv.  | Épreuves annulées                                                             | Épreuves annulées                                                                        | Épreuves annulées                                                                    | Épreuves annulées |
| ??/??/2020 | Coupe du monde, Lieu à déterminer           | CoM  | Épée    | Indiv.  | Épreuves annulées                                                             | Épreuves annulées                                                                        | Épreuves annulées                                                                    | Épreuves annulées |
| ??/??/2020 | Coupe du monde, Lieu à déterminer           | CoM  | Épée    | Par éq. | Épreuves annulées                                                             | Épreuves annulées                                                                        | Épreuves annulées                                                                    | Épreuves annulées |
| ??/??/2020 | Coupe du monde, Lieu à déterminer           | CoM  | Sabre   | Indiv.  | Épreuves annulées                                                             | Épreuves annulées                                                                        | Épreuves annulées                                                                    | Épreuves annulées |
| ??/??/2020 | Coupe du monde, Lieu à déterminer           | CoM  | Sabre   | Par éq. | Épreuves annulées                                                             | Épreuves annulées                                                                        | Épreuves annulées                                                                    | Épreuves annulées |
| ??/??/2020 | Championnats d'Asie, Lieu à déterminer      | ChZ  | Épée    | Indiv.  | Épreuves annulées                                                             | Épreuves annulées                                                                        | Épreuves annulées                                                                    | Épreuves annulées |
| ??/??/2020 | Championnats d'Asie, Lieu à déterminer      | ChZ  | Épée    | Par éq. | Épreuves annulées                                                             | Épreuves annulées                                                                        | Épreuves annulées                                                                    | Épreuves annulées |
| ??/??/2020 | Championnats d'Asie, Lieu à déterminer      | ChZ  | Fleuret | Indiv.  | Épreuves annulées                                                             | Épreuves annulées                                                                        | Épreuves annulées                                                                    | Épreuves annulées |
| ??/??/2020 | Championnats d'Asie, Lieu à déterminer      | ChZ  | Fleuret | Par éq. | Épreuves annulées                                                             | Épreuves annulées                                                                        | Épreuves annulées                                                                    | Épreuves annulées |
| ??/??/2020 | Championnats d'Asie, Lieu à déterminer      | ChZ  | Sabre   | Indiv.  | Épreuves annulées                                                             | Épreuves annulées                                                                        | Épreuves annulées                                                                    | Épreuves annulées |
| ??/??/2020 | Championnats d'Asie, Lieu à déterminer      | ChZ  | Sabre   | Par éq. | Épreuves annulées                                                             | Épreuves annulées                                                                        | Épreuves annulées                                                                    | Épreuves annulées |
| ??/??/2020 | Championnats d'Afrique, Lieu à déterminer   | ChZ  | Épée    | Indiv.  | Épreuves annulées                                                             | Épreuves annulées                                                                        | Épreuves annulées                                                                    | Épreuves annulées |
| ??/??/2020 | Championnats d'Afrique, Lieu à déterminer   | ChZ  | Épée    | Par éq. | Épreuves annulées                                                             | Épreuves annulées                                                                        | Épreuves annulées                                                                    | Épreuves annulées |
| ??/??/2020 | Championnats d'Afrique, Lieu à déterminer   | ChZ  | Fleuret | Indiv.  | Épreuves annulées                                                             | Épreuves annulées                                                                        | Épreuves annulées                                                                    | Épreuves annulées |
| ??/??/2020 | Championnats d'Afrique, Lieu à déterminer   | ChZ  | Fleuret | Par éq. | Épreuves annulées                                                             | Épreuves annulées                                                                        | Épreuves annulées                                                                    | Épreuves annulées |
| ??/??/2020 | Championnats d'Afrique, Lieu à déterminer   | ChZ  | Sabre   | Indiv.  | Épreuves annulées                                                             | Épreuves annulées                                                                        | Épreuves annulées                                                                    | Épreuves annulées |
| ??/??/2020 | Championnats d'Afrique, Lieu à déterminer   | ChZ  | Sabre   | Par éq. | Épreuves annulées                                                             | Épreuves annulées                                                                        | Épreuves annulées                                                                    | Épreuves annulées |
| ??/??/2020 | Grand Prix, Lieu à déterminer               | GP   | Sabre   | Indiv.  | Épreuves annulées                                                             | Épreuves annulées                                                                        | Épreuves annulées                                                                    | Épreuves annulées |
| ??/??/2020 | Grand Prix, Lieu à déterminer               | GP   | Épée    | Indiv.  | Épreuves annulées                                                             | Épreuves annulées                                                                        | Épreuves annulées                                                                    | Épreuves annulées |
| ??/??/2020 | Coupe du monde, Lieu à déterminer           | CoM  | Fleuret | Indiv.  | Épreuves annulées                                                             | Épreuves annulées                                                                        | Épreuves annulées                                                                    | Épreuves annulées |
| ??/??/2020 | Coupe du monde, Lieu à déterminer           | CoM  | Fleuret | Par éq. | Épreuves annulées                                                             | Épreuves annulées                                                                        | Épreuves annulées                                                                    | Épreuves annulées |
| ??/??/2020 | Coupe du monde, Lieu à déterminer           | CoM  | Sabre   | Indiv.  | Épreuves annulées                                                             | Épreuves annulées                                                                        | Épreuves annulées                                                                    | Épreuves annulées |
| ??/??/2020 | Coupe du monde, Lieu à déterminer           | CoM  | Sabre   | Par éq. | Épreuves annulées                                                             | Épreuves annulées                                                                        | Épreuves annulées                                                                    | Épreuves annulées |
| ??/??/2020 | Grand Prix, Lieu à déterminer               | GP   | Fleuret | Indiv.  | Épreuves annulées                                                             | Épreuves annulées                                                                        | Épreuves annulées                                                                    | Épreuves annulées |
| ??/??/2020 | Coupe du monde, Lieu à déterminer           | CoM  | Épée    | Indiv.  | Épreuves annulées                                                             | Épreuves annulées                                                                        | Épreuves annulées                                                                    | Épreuves annulées |
| ??/??/2020 | Coupe du monde, Lieu à déterminer           | CoM  | Épée    | Par éq. | Épreuves annulées                                                             | Épreuves annulées                                                                        | Épreuves annulées                                                                    | Épreuves annulées |
| ??/??/2020 | Grand Prix, Lieu à déterminer               | GP   | Sabre   | Indiv.  | Épreuves annulées                                                             | Épreuves annulées                                                                        | Épreuves annulées                                                                    | Épreuves annulées |
| 16/06/2020 | Championnats panaméricains, Asuncion        | ChZ  | Épée    | Indiv.  | Épreuves annulées                                                             | Épreuves annulées                                                                        | Épreuves annulées                                                                    | Épreuves annulées |
| 16/06/2020 | Championnats panaméricains, Asuncion        | ChZ  | Épée    | Par éq. | Épreuves annulées                                                             | Épreuves annulées                                                                        | Épreuves annulées                                                                    | Épreuves annulées |
| 16/06/2020 | Championnats panaméricains, Asuncion        | ChZ  | Fleuret | Indiv.  | Épreuves annulées                                                             | Épreuves annulées                                                                        | Épreuves annulées                                                                    | Épreuves annulées |
| 16/06/2020 | Championnats panaméricains, Asuncion        | ChZ  | Fleuret | Par éq. | Épreuves annulées                                                             | Épreuves annulées                                                                        | Épreuves annulées                                                                    | Épreuves annulées |
| 16/06/2020 | Championnats panaméricains, Asuncion        | ChZ  | Sabre   | Indiv.  | Épreuves annulées                                                             | Épreuves annulées                                                                        | Épreuves annulées                                                                    | Épreuves annulées |
| 16/06/2020 | Championnats panaméricains, Asuncion        | ChZ  | Sabre   | Par éq. | Épreuves annulées                                                             | Épreuves annulées                                                                        | Épreuves annulées                                                                    | Épreuves annulées |
| 16/06/2020 | Championnats d'Europe, Minsk                | ChZ  | Épée    | Indiv.  | Épreuves annulées                                                             | Épreuves annulées                                                                        | Épreuves annulées                                                                    | Épreuves annulées |
| 16/06/2020 | Championnats d'Europe, Minsk                | ChZ  | Épée    | Par éq. | Épreuves annulées                                                             | Épreuves annulées                                                                        | Épreuves annulées                                                                    | Épreuves annulées |
| 16/06/2020 | Championnats d'Europe, Minsk                | ChZ  | Fleuret | Indiv.  | Épreuves annulées                                                             | Épreuves annulées                                                                        | Épreuves annulées                                                                    | Épreuves annulées |
| 16/06/2020 | Championnats d'Europe, Minsk                | ChZ  | Fleuret | Par éq. | Épreuves annulées                                                             | Épreuves annulées                                                                        | Épreuves annulées                                                                    | Épreuves annulées |
| 16/06/2020 | Championnats d'Europe, Minsk                | ChZ  | Sabre   | Indiv.  | Épreuves annulées                                                             | Épreuves annulées                                                                        | Épreuves annulées                                                                    | Épreuves annulées |
| 16/06/2020 | Championnats d'Europe, Minsk                | ChZ  | Sabre   | Par éq. | Épreuves annulées                                                             | Épreuves annulées                                                                        | Épreuves annulées                                                                    | Épreuves annulées |

### Dames
| Légende | Abrégé | Catégorie           |
|         | ChZ    | Championnat de zone |
|         | GP     | Grand Prix          |
|         | CoM    | Coupe du monde      |
|         | Sat.   | Tournoi satellite   |

#### Circuit principal
| Date       | Nom et lieu du tournoi                                       | Cat. | Arme    | Type    | Vainqueur                                                                                 | Finaliste                                                                                 | Troisièmes                                                                                         | T                 |
| ---------- | ------------------------------------------------------------ | ---- | ------- | ------- | ----------------------------------------------------------------------------------------- | ----------------------------------------------------------------------------------------- | -------------------------------------------------------------------------------------------------- | ----------------- |
| 01/11/2019 | Glaive de Tallinn, Tallinn                                   | CoM  | Épée    | Indiv.  | Ana Maria Popescu                                                                         | Violetta Kolobova                                                                         | Sun Yiwen Zhu Mingye                                                                               | [ 29 ]            |
| 01/11/2019 | Glaive de Tallinn, Tallinn                                   | CoM  | Épée    | Par éq. | Pologne- Renata Knapik-Miazga - Barbara Rutz - Ewa Trzebińska - Aleksandra Zamachowska    | Russie- Tatyana Andryushina - Tatiana Gudkova - Violetta Kolobova - Anastasia Soldatova   | États-Unis- Katharine Holmes - Courtney Hurley - Kelley Hurley - Anna van Brumen                   | [ 30 ]            |
| 22/11/2019 | Coupe du monde, Le Caire                                     | CoM  | Fleuret | Indiv.  | Arianna Errigo                                                                            | Shi Yue                                                                                   | Elisa Di Francisca Ysaora Thibus                                                                   | [ 31 ]            |
| 22/11/2019 | Coupe du monde, Le Caire                                     | CoM  | Fleuret | Par éq. | Italie- Elisa Di Francisca - Arianna Errigo - Francesca Palumbo - Alice Volpi             | Russie- Inna Deriglazova - Anastasia Ivanova - Larisa Korobeynikova - Adelina Zagidullina | France- Anita Blaze - Solène Butruille - Pauline Ranvier - Ysaora Thibus                           | [ 32 ]            |
| 22/11/2019 | Trophée Orcom, Orléans                                       | CoM  | Sabre   | Indiv.  | Manon Brunet                                                                              | Olga Nikitina                                                                             | Olha Kharlan Shao Yaqi                                                                             | [ 34 ]            |
| 22/11/2019 | Trophée Orcom, Orléans                                       | CoM  | Sabre   | Par éq. | Russie- Yana Egorian - Olga Nikitina - Sofia Pozdniakova - Sofia Velikaïa                 | Corée du Sud- Choi Soo-yeon - Kim Ji-yeon - Seo Ji-yeon - Yoon Ji-su                      | Ukraine- Yuliya Bakastova - Olha Kharlan - Alina Komachtchouk - Olena Voronina                     | [ 35 ]            |
| 13/12/2019 | Challenge international de Saint-Maur, Saint-Maur-des-Fossés | CoM  | Fleuret | Indiv.  | Alice Volpi                                                                               | Martina Batini                                                                            | Inna Deriglazova Lee Kiefer                                                                        | [ 36 ]            |
| 13/12/2019 | Challenge international de Saint-Maur, Saint-Maur-des-Fossés | CoM  | Fleuret | Par éq. | Russie- Inna Deriglazova - Anastasia Ivanova - Larisa Korobeynikova - Adelina Zagidullina | Italie- Elisa Di Francisca - Arianna Errigo - Francesca Palumbo - Alice Volpi             | Japon- Ryo Azuma - Sera Azuma - Minami Kanō - Sumire Tsuji                                         | [ 37 ]            |
| 13/12/2019 | Coupe du monde, Salt Lake City                               | CoM  | Sabre   | Indiv.  | Olha Kharlan                                                                              | Qian Jiarui                                                                               | Manon Brunet Seo Ji-yeon                                                                           | [ 38 ]            |
| 13/12/2019 | Coupe du monde, Salt Lake City                               | CoM  | Sabre   | Par éq. | France- Cécilia Berder - Manon Brunet - Charlotte Lembach - Sarah Noutcha                 | Hongrie- Sugár Katinka Battai - Renáta Katona - Anna Márton - Liza Pusztai                | États-Unis- Chloe Fox-Gitomer - Anne-Elizabeth Stone - Kamali Thompson - Mariel Zagunis            | [ 39 ]            |
| 10/01/2020 | Grand Prix, Montréal                                         | GP   | Sabre   | Indiv.  | Olha Kharlan                                                                              | Olga Nikitina                                                                             | Charlotte Lembach Shao Yaqi                                                                        | [ 40 ]            |
| 10/01/2020 | Coupe du monde, La Havane                                    | CoM  | Épée    | Indiv.  | Aleksandra Zamachowska                                                                    | Ana Maria Popescu                                                                         | Marie-Florence Candassamy Renata Knapik-Miazga                                                     | [ 41 ]            |
| 10/01/2020 | Coupe du monde, La Havane                                    | CoM  | Épée    | Par éq. | Italie- Alice Clerici - Rossella Fiamingo - Federica Isola - Mara Navarria                | Estonie- Julia Beljajeva - Erika Kirpu - Kristina Kuusk - Katrina Lehis                   | France- Marie-Florence Candassamy - Laurence Épée - Joséphine Jacques-André-Coquin - Auriane Mallo | [ 42 ]            |
| 10/01/2020 | Coupe de la Cour d'Artus, Katowice                           | CoM  | Fleuret | Indiv.  | Inna Deriglazova                                                                          | Camilla Mancini                                                                           | Lee Kiefer Ysaora Thibus                                                                           | [ 43 ]            |
| 10/01/2020 | Coupe de la Cour d'Artus, Katowice                           | CoM  | Fleuret | Par éq. | Russie- Inna Deriglazova - Anastasia Ivanova - Larisa Korobeynikova - Adelina Zagidullina | France- Anita Blaze - Astrid Guyart - Pauline Ranvier - Ysaora Thibus                     | Italie- Elisa Di Francisca - Arianna Errigo - Francesca Palumbo - Alice Volpi                      | [ 44 ]            |
| 24/01/2020 | Grand Prix du Qatar, Doha                                    | GP   | Épée    | Indiv.  | Ana Maria Popescu                                                                         | Mara Navarria                                                                             | Tatyana Andryushina Erika Kirpu                                                                    | [ 45 ]            |
| 07/02/2020 | Trophée INALPI, Turin                                        | GP   | Fleuret | Indiv.  | Ysaora Thibus                                                                             | Lee Kiefer                                                                                | Inna Deriglazova Alice Volpi                                                                       | [ 46 ]            |
| 07/02/2020 | Coupe du monde, Barcelone                                    | CoM  | Épée    | Indiv.  | Katrina Lehis                                                                             | Alexandra Louis-Marie                                                                     | Tatyana Gudkova Kang Young-mi                                                                      | [ 47 ]            |
| 07/02/2020 | Coupe du monde, Barcelone                                    | CoM  | Épée    | Par éq. | Corée du Sud- Choi In-jeong - Kang Young-mi - Lee Hye-in - Song Se-ra                     | Chine- Lin Sheng - Sun Yiwen - Xu Anqi - Zhu Mingye                                       | États-Unis- Katharine Holmes - Courtney Hurley - Kelley Hurley - Anna van Brumen                   | [ 48 ]            |
| 21/02/2020 | Coupe du monde, Kazan                                        | CoM  | Fleuret | Indiv.  | Elisa Di Francisca                                                                        | Shi Yue                                                                                   | Alice Volpi Adelina Zagidullina                                                                    | [ 49 ]            |
| 21/02/2020 | Coupe du monde, Kazan                                        | CoM  | Fleuret | Par éq. | Italie- Martina Batini - Elisa Di Francisca - Arianna Errigo - Alice Volpi                | États-Unis- Iman Blow - Jacqueline Dubrovich - Lee Kiefer - Sabrina Massialas             | France- Anita Blaze - Astrid Guyart - Pauline Ranvier - Ysaora Thibus                              | [ 50 ]            |
| 06/03/2020 | Grand Prix WESTEND, Budapest                                 | GP   | Épée    | Indiv.  | Alexandra Louis-Marie                                                                     | Song Se-ra                                                                                | Irina Embrich Hélène Ngom                                                                          | [ 51 ]            |
| 06/03/2020 | Coupe Acropolis, Athènes                                     | CoM  | Sabre   | Indiv.  | Mariel Zagunis                                                                            | Liza Pusztai                                                                              | Misaki Emura Theodóra Gkountoúra                                                                   | [ 52 ]            |
| 06/03/2020 | Coupe Acropolis, Athènes                                     | CoM  | Sabre   | Par éq. | Russie- Yana Egorian - Olga Nikitina - Sofia Pozdniakova - Sofia Velikaïa                 | Italie- Michela Battiston - Martina Criscio - Rossella Gregorio - Irene Vecchi            | Hongrie- Sugár Katinka Battai - Renáta Katona - Anna Márton - Liza Pusztai                         | [ 53 ]            |
| ??/??/2020 | Grand Prix, Lieu à déterminer                                | GP   | Fleuret | Indiv.  | Épreuves annulées                                                                         | Épreuves annulées                                                                         | Épreuves annulées                                                                                  | Épreuves annulées |
| ??/??/2020 | Coupe du monde, Lieu à déterminer                            | CoM  | Épée    | Indiv.  | Épreuves annulées                                                                         | Épreuves annulées                                                                         | Épreuves annulées                                                                                  | Épreuves annulées |
| ??/??/2020 | Coupe du monde, Lieu à déterminer                            | CoM  | Épée    | Par éq. | Épreuves annulées                                                                         | Épreuves annulées                                                                         | Épreuves annulées                                                                                  | Épreuves annulées |
| ??/??/2020 | Coupe du monde, Lieu à déterminer                            | CoM  | Sabre   | Indiv.  | Épreuves annulées                                                                         | Épreuves annulées                                                                         | Épreuves annulées                                                                                  | Épreuves annulées |
| ??/??/2020 | Coupe du monde, Lieu à déterminer                            | CoM  | Sabre   | Par éq. | Épreuves annulées                                                                         | Épreuves annulées                                                                         | Épreuves annulées                                                                                  | Épreuves annulées |
| ??/??/2020 | Championnats d'Asie, Lieu à déterminer                       | ChZ  | Épée    | Indiv.  | Épreuves annulées                                                                         | Épreuves annulées                                                                         | Épreuves annulées                                                                                  | Épreuves annulées |
| ??/??/2020 | Championnats d'Asie, Lieu à déterminer                       | ChZ  | Épée    | Par éq. | Épreuves annulées                                                                         | Épreuves annulées                                                                         | Épreuves annulées                                                                                  | Épreuves annulées |
| ??/??/2020 | Championnats d'Asie, Lieu à déterminer                       | ChZ  | Fleuret | Indiv.  | Épreuves annulées                                                                         | Épreuves annulées                                                                         | Épreuves annulées                                                                                  | Épreuves annulées |
| ??/??/2020 | Championnats d'Asie, Lieu à déterminer                       | ChZ  | Fleuret | Par éq. | Épreuves annulées                                                                         | Épreuves annulées                                                                         | Épreuves annulées                                                                                  | Épreuves annulées |
| ??/??/2020 | Championnats d'Asie, Lieu à déterminer                       | ChZ  | Sabre   | Indiv.  | Épreuves annulées                                                                         | Épreuves annulées                                                                         | Épreuves annulées                                                                                  | Épreuves annulées |
| ??/??/2020 | Championnats d'Asie, Lieu à déterminer                       | ChZ  | Sabre   | Par éq. | Épreuves annulées                                                                         | Épreuves annulées                                                                         | Épreuves annulées                                                                                  | Épreuves annulées |
| ??/??/2020 | Championnats d'Afrique, Lieu à déterminer                    | ChZ  | Épée    | Indiv.  | Épreuves annulées                                                                         | Épreuves annulées                                                                         | Épreuves annulées                                                                                  | Épreuves annulées |
| ??/??/2020 | Championnats d'Afrique, Lieu à déterminer                    | ChZ  | Épée    | Par éq. | Épreuves annulées                                                                         | Épreuves annulées                                                                         | Épreuves annulées                                                                                  | Épreuves annulées |
| ??/??/2020 | Championnats d'Afrique, Lieu à déterminer                    | ChZ  | Fleuret | Indiv.  | Épreuves annulées                                                                         | Épreuves annulées                                                                         | Épreuves annulées                                                                                  | Épreuves annulées |
| ??/??/2020 | Championnats d'Afrique, Lieu à déterminer                    | ChZ  | Fleuret | Par éq. | Épreuves annulées                                                                         | Épreuves annulées                                                                         | Épreuves annulées                                                                                  | Épreuves annulées |
| ??/??/2020 | Championnats d'Afrique, Lieu à déterminer                    | ChZ  | Sabre   | Indiv.  | Épreuves annulées                                                                         | Épreuves annulées                                                                         | Épreuves annulées                                                                                  | Épreuves annulées |
| ??/??/2020 | Championnats d'Afrique, Lieu à déterminer                    | ChZ  | Sabre   | Par éq. | Épreuves annulées                                                                         | Épreuves annulées                                                                         | Épreuves annulées                                                                                  | Épreuves annulées |
| ??/??/2020 | Grand Prix, Lieu à déterminer                                | GP   | Sabre   | Indiv.  | Épreuves annulées                                                                         | Épreuves annulées                                                                         | Épreuves annulées                                                                                  | Épreuves annulées |
| ??/??/2020 | Grand Prix, Lieu à déterminer                                | GP   | Épée    | Indiv.  | Épreuves annulées                                                                         | Épreuves annulées                                                                         | Épreuves annulées                                                                                  | Épreuves annulées |
| ??/??/2020 | Coupe du monde, Lieu à déterminer                            | CoM  | Fleuret | Indiv.  | Épreuves annulées                                                                         | Épreuves annulées                                                                         | Épreuves annulées                                                                                  | Épreuves annulées |
| ??/??/2020 | Coupe du monde, Lieu à déterminer                            | CoM  | Fleuret | Par éq. | Épreuves annulées                                                                         | Épreuves annulées                                                                         | Épreuves annulées                                                                                  | Épreuves annulées |
| ??/??/2020 | Coupe du monde, Lieu à déterminer                            | CoM  | Sabre   | Indiv.  | Épreuves annulées                                                                         | Épreuves annulées                                                                         | Épreuves annulées                                                                                  | Épreuves annulées |
| ??/??/2020 | Coupe du monde, Lieu à déterminer                            | CoM  | Sabre   | Par éq. | Épreuves annulées                                                                         | Épreuves annulées                                                                         | Épreuves annulées                                                                                  | Épreuves annulées |
| ??/??/2020 | Grand Prix, Lieu à déterminer                                | GP   | Fleuret | Indiv.  | Épreuves annulées                                                                         | Épreuves annulées                                                                         | Épreuves annulées                                                                                  | Épreuves annulées |
| ??/??/2020 | Coupe du monde, Lieu à déterminer                            | CoM  | Épée    | Indiv.  | Épreuves annulées                                                                         | Épreuves annulées                                                                         | Épreuves annulées                                                                                  | Épreuves annulées |
| ??/??/2020 | Coupe du monde, Lieu à déterminer                            | CoM  | Épée    | Par éq. | Épreuves annulées                                                                         | Épreuves annulées                                                                         | Épreuves annulées                                                                                  | Épreuves annulées |
| ??/??/2020 | Grand Prix, Lieu à déterminer                                | GP   | Sabre   | Indiv.  | Épreuves annulées                                                                         | Épreuves annulées                                                                         | Épreuves annulées                                                                                  | Épreuves annulées |
| 16/06/2020 | Championnats panaméricains, Asuncion                         | ChZ  | Épée    | Indiv.  | Épreuves annulées                                                                         | Épreuves annulées                                                                         | Épreuves annulées                                                                                  | Épreuves annulées |
| 16/06/2020 | Championnats panaméricains, Asuncion                         | ChZ  | Épée    | Par éq. | Épreuves annulées                                                                         | Épreuves annulées                                                                         | Épreuves annulées                                                                                  | Épreuves annulées |
| 16/06/2020 | Championnats panaméricains, Asuncion                         | ChZ  | Fleuret | Indiv.  | Épreuves annulées                                                                         | Épreuves annulées                                                                         | Épreuves annulées                                                                                  | Épreuves annulées |
| 16/06/2020 | Championnats panaméricains, Asuncion                         | ChZ  | Fleuret | Par éq. | Épreuves annulées                                                                         | Épreuves annulées                                                                         | Épreuves annulées                                                                                  | Épreuves annulées |
| 16/06/2020 | Championnats panaméricains, Asuncion                         | ChZ  | Sabre   | Indiv.  | Épreuves annulées                                                                         | Épreuves annulées                                                                         | Épreuves annulées                                                                                  | Épreuves annulées |
| 16/06/2020 | Championnats panaméricains, Asuncion                         | ChZ  | Sabre   | Par éq. | Épreuves annulées                                                                         | Épreuves annulées                                                                         | Épreuves annulées                                                                                  | Épreuves annulées |
| 16/06/2020 | Championnats d'Europe, Minsk                                 | ChZ  | Épée    | Indiv.  | Épreuves annulées                                                                         | Épreuves annulées                                                                         | Épreuves annulées                                                                                  | Épreuves annulées |
| 16/06/2020 | Championnats d'Europe, Minsk                                 | ChZ  | Épée    | Par éq. | Épreuves annulées                                                                         | Épreuves annulées                                                                         | Épreuves annulées                                                                                  | Épreuves annulées |
| 16/06/2020 | Championnats d'Europe, Minsk                                 | ChZ  | Fleuret | Indiv.  | Épreuves annulées                                                                         | Épreuves annulées                                                                         | Épreuves annulées                                                                                  | Épreuves annulées |
| 16/06/2020 | Championnats d'Europe, Minsk                                 | ChZ  | Fleuret | Par éq. | Épreuves annulées                                                                         | Épreuves annulées                                                                         | Épreuves annulées                                                                                  | Épreuves annulées |
| 16/06/2020 | Championnats d'Europe, Minsk                                 | ChZ  | Sabre   | Indiv.  | Épreuves annulées                                                                         | Épreuves annulées                                                                         | Épreuves annulées                                                                                  | Épreuves annulées |
| 16/06/2020 | Championnats d'Europe, Minsk                                 | ChZ  | Sabre   | Par éq. | Épreuves annulées                                                                         | Épreuves annulées                                                                         | Épreuves annulées                                                                                  | Épreuves annulées |

## Classements généraux

### Épée
| Rang | Nom               | Points |
| ---- | ----------------- | ------ |
| 1    | Sergey Bida       | 205    |
| 2    | Masaru Yamada     | 164    |
| 3    | Gergely Siklósi   | 162    |
| 4    | Ihor Reizlin      | 156    |
| 5    | Andrea Santarelli | 147    |
| 6    | Yannick Borel     | 140    |
| 7    | Bas Verwijlen     | 122    |
| 8    | Park Sang-young   | 112    |
| 9    | Kazuyasu Minobe   | 111    |
| 10   | Rubén Limardo     | 108    |

| Rang | Nom          | Points |
| ---- | ------------ | ------ |
| 1    | France       | 355    |
| 2    | Suisse       | 294    |
| 3    | Italie       | 276    |
| 4    | Japon        | 262    |
| 5    | Corée du Sud | 257    |

| Rang | Nom                  | Points |
| ---- | -------------------- | ------ |
| 1    | Ana Maria Popescu    | 176    |
| 2    | Nathalie Moellhausen | 157    |
| 3    | Sun Yiwen            | 149    |
| 4    | Choi In-jeong        | 140    |
| 5    | Mara Navarria        | 140    |
| 6    | Lin Sheng            | 139    |
| 7    | Kong Man Wai         | 134    |
| 8    | Coraline Vitalis     | 112    |
| 9    | Kang Young-mi        | 111    |
| 10   | Olena Kryvytska      | 107    |

| Rang | Nom        | Points |
| ---- | ---------- | ------ |
| 1    | Chine      | 340    |
| 2    | Russie     | 308    |
| 3    | Pologne    | 304    |
| 4    | Italie     | 294    |
| 5    | États-Unis | 288    |

### Fleuret
| Rang | Nom                  | Points |
| ---- | -------------------- | ------ |
| 1    | Alessio Foconi       | 210    |
| 2    | Enzo Lefort          | 174    |
| 3    | Gerek Meinhardt      | 156    |
| 4    | Andrea Cassarà       | 154    |
| 5    | Alexander Massialas  | 152    |
| 6    | Daniele Garozzo      | 133    |
| 7    | Nick Itkin           | 126    |
| 8    | Race Imboden         | 122    |
| 9    | Aleksey Cheremisinov | 122    |
| 10   | Julien Mertine       | 119    |

| Rang | Nom        | Points |
| ---- | ---------- | ------ |
| 1    | États-Unis | 448    |
| 2    | France     | 344    |
| 3    | Italie     | 280    |
| 4    | Russie     | 268    |
| 5    | Hong Kong  | 262    |

| Rang | Nom                 | Points |
| ---- | ------------------- | ------ |
| 1    | Inna Deriglazova    | 309    |
| 2    | Alice Volpi         | 200    |
| 3    | Elisa Di Francisca  | 197    |
| 4    | Arianna Errigo      | 180    |
| 5    | Lee Kiefer          | 179    |
| 6    | Ysaora Thibus       | 172    |
| 7    | Yūka Ueno           | 127    |
| 8    | Jeon Hee-sook       | 124    |
| 9    | Adelina Zagidullina | 111    |
| 10   | Sera Azuma          | 107    |

| Rang | Nom        | Points |
| ---- | ---------- | ------ |
| 1    | Russie     | 436    |
| 2    | Italie     | 364    |
| 3    | France     | 308    |
| 4    | États-Unis | 304    |
| 5    | Japon      | 258    |

### Sabre
| Rang | Nom                  | Points |
| ---- | -------------------- | ------ |
| 1    | Oh Sang-uk           | 263    |
| 2    | Max Hartung          | 203    |
| 3    | Eli Dershwitz        | 197    |
| 4    | Luca Curatoli        | 180    |
| 5    | Áron Szilágyi        | 172    |
| 6    | Boladé Apithy        | 164    |
| 7    | Sandro Bazadze       | 131    |
| 8    | Kamil Ibragimov      | 131    |
| 9    | Gu Bon-gil           | 129    |
| 10   | Veniamin Reshetnikov | 128    |

| Rang | Nom          | Points |
| ---- | ------------ | ------ |
| 1    | Corée du Sud | 436    |
| 2    | Hongrie      | 332    |
| 3    | Italie       | 316    |
| 4    | Allemagne    | 284    |
| 5    | Russie       | 242    |

| Rang | Nom                  | Points |
| ---- | -------------------- | ------ |
| 1    | Olha Kharlan         | 297    |
| 2    | Sofia Velikaïa       | 208    |
| 3    | Manon Brunet         | 187    |
| 4    | Anne-Elizabeth Stone | 136    |
| 5    | Sofia Pozdniakova    | 136    |
| 6    | Shao Yaqi            | 135    |
| 7    | Kim Ji-yeon          | 133    |
| 8    | Qian Jiarui          | 124    |
| 9    | Mariel Zagunis       | 121    |
| 10   | Bianca Pascu         | 118    |

| Rang | Nom          | Points |
| ---- | ------------ | ------ |
| 1    | Russie       | 402    |
| 2    | France       | 336    |
| 3    | Italie       | 296    |
| 4    | Corée du Sud | 286    |
| 5    | Hongrie      | 269    |

## Statistiques
Tableaux des médailles masculin et féminin global des épreuves de coupe du monde et Grands Prix, hors satellites et grands championnats.
| Rang  | Nation       | Or | Argent | Bronze | Total |
| ----- | ------------ | -- | ------ | ------ | ----- |
| 1     | France       | 6  | 3      | 4      | 13    |
| 2     | États-Unis   | 5  | 4      | 2      | 11    |
| 3     | Hongrie      | 4  | 1      | 0      | 5     |
| 4     | Corée du Sud | 3  | 4      | 3      | 10    |
| 5     | Italie       | 1  | 8      | 9      | 18    |
| 6     | Russie       | 1  | 3      | 5      | 9     |
| 7     | Ukraine      | 1  | 0      | 4      | 5     |
| 8     | Japon        | 1  | 0      | 2      | 3     |
| 9     | Espagne      | 1  | 0      | 0      | 1     |
| 9     | Pays-Bas     | 1  | 0      | 0      | 1     |
| Total | Total        | 24 | 24     | 38     | 84    |

| Rang  | Nation       | Or | Argent | Bronze | Total |
| ----- | ------------ | -- | ------ | ------ | ----- |
| 1     | Italie       | 6  | 5      | 4      | 15    |
| 2     | Russie       | 5  | 5      | 5      | 15    |
| 3     | France       | 4  | 2      | 9      | 15    |
| 4     | Roumanie     | 2  | 1      | 0      | 3     |
| 5     | Ukraine      | 2  | 0      | 2      | 4     |
| 6     | Pologne      | 2  | 0      | 1      | 3     |
| 7     | États-Unis   | 1  | 2      | 5      | 8     |
| 8     | Corée du Sud | 1  | 2      | 2      | 5     |
| 9     | Estonie      | 1  | 1      | 2      | 4     |
| 10    | Chine        | 0  | 4      | 4      | 8     |
| Total | Total        | 24 | 24     | 38     | 86    |